# Severn-Brücke
Die Severn-Brücke (englisch Severn Bridge, walisisch Pont Hafren) ist eine Hängebrücke über den Fluss Severn nahe dessen Mündung in den Bristolkanal. Erstmals bestand bei dieser Hängebrücke der Hauptträger nicht aus einem Fachwerkträger oder offenen Vollwandträgern, sondern aus einem flachen Stahlhohlkasten. Außerdem waren erstmals die Hänger schräg angeordnet.

## Lage
Durch die insgesamt gut 1,5 Kilometer lange Brücke werden das walisische Monmouthshire und das englische South Gloucestershire miteinander verbunden. Obwohl die Überquerung der Severn-Brücke immer auch das Passieren der englisch-walisischen Grenze bedeutet, befindet sie sich gänzlich in England. Das westliche Ufer des Severn, auf Höhe der Brücke, ist historisch gesehen walisisch, gehört heute aber zum englischen Unitary Authority South Gloucestershire.
Die Flusshalbinsel von Beachley, die den Severn vom River Wye trennt, besitzt keine Anschlussstelle an die Strecke. Die Hängebrücke endet nahe dem Ufer und führt als Beachley Viaduct über die Halbinsel und als Wye Bridge über den Wye.

## Konstruktion

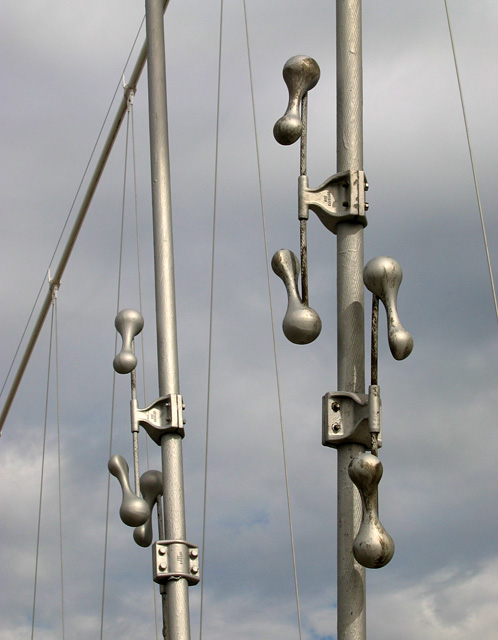
Stockbridge-Schwingungstilger an den Tragseilen der Fahrbahn

Die Konstruktion hat eine Länge von 1597 Metern. Ihre 988 Meter voneinander entfernten stählernen Pylone ragen 136 Meter hoch über den durchschnittlichen Wasserstand des Flusses hinaus. Der Fahrbahnträger ist ein 32 Meter breiter und maximal drei Meter hoher Hohlkasten, dessen windschnittige Geometrie mit Hilfe von Windkanalversuchen entwickelt wurde. Das von William Brown entwickelte Profil (in Form eines umgedrehten Flugzeugflügelprofils) erwies sich als einflussreiche, innovative Lösung gegen zerstörerische Resonanzeffekte aufgrund von Wirbelablösung bei Seitenwinden, die 1940 die Tacoma Narrows Bridge zum Einsturz brachten, ein Ereignis, das damals ein Umdenken bei den Brückenbauern bewirkte. Der maßgebliche Ingenieur bei der Tragwerksplanung war Gilbert Roberts von Freeman Fox, der schon beim ersten Anlauf ab 1948 von den Projektpartnern damit beauftragt worden war und beim zweiten Anlauf nach der Vollendung der Forth Road Bridge (1964) die zentrale Führung innehatte, assistiert von William Brown und M. F. Parsons. Die Tragkabel haben einen Abstand von 22,9 Meter, die Hänger sind bis zu 30° gegen die Vertikale geneigt.
Der Bau der Brücke dauerte fünf Jahre. Das Projekt kostete 8 Millionen Pfund.
Die jeweils 132 Tonnen schweren Fahrbahnteile wurden im ca. 3 Kilometer entfernten Chepstow gefertigt und flussabwärts transportiert, um dann auf der Baustelle auf ihre vorgesehene Position gehoben und montiert zu werden. In den späten 1980er Jahren wurden Bauarbeiten zur Ausbesserung sowie Erweiterungen der benachbarten Wye Bridge unternommen. Die Wye Bridge über den gleichnamigen Fluss ist eine 408 Meter lange Schrägseilbrücke.

## Verkehr

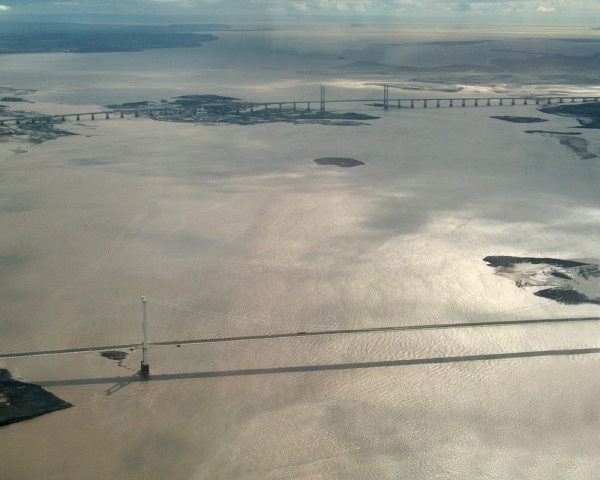
Die beiden Severn-Brücken, dahinter der Bristolkanal

### PKW und LKW
In beide Richtungen führen jeweils nur zwei Fahrspuren über die Severn-Brücke, was sie mit der Zeit zu einem Engpass machte. In Stoßzeiten überquerten 50.000 Fahrzeuge am Tag das Bauwerk. Seit der Eröffnung der heute Prince of Wales Bridge genannten Second Severn Crossing 1996 sind es noch 15.000 Fahrzeuge, 15 Prozent des derzeitigen Verkehrs über den Mündungsbereich des Severn. Ursprünglich führte die M4 über die Severn-Brücke. Heute nimmt sie den kürzeren Weg über die Prince of Wales Bridge, während die alte Route als M48 bezeichnet wird.
Der anglo-walisische Dichter Harri Webb (1920–1994) schrieb zu Ehren der Severn-Brücke eine Ode:
Two lands at last connected
Across the waters wide,
And all the tolls collected
On the English side.
zu deutsch:
Zwei Länder, endlich verbunden
über die Wasser weit,
und all die Maut wird gezahlt
auf der englischen Seit.
Die einzige Mautstation befand sich tatsächlich auf der englischen Seite in Fahrtrichtung Wales, zumal die Brücke vollständig in England steht; die Grenze nach Wales wird erst auf der anschließenden Wye Bridge überquert. Die Überquerung von Wales nach England war schon seit den frühen 90er Jahren mautfrei.
Seit Dezember 2018 wird keine PKW-Maut mehr erhoben. Die Maut-Stationen wurden 2019 abgerissen.

### Fahrräder und Fußgänger
Die Brücke der M48 hat auf beiden Seiten der Fahrbahn einen Fußgänger bzw. Fahrradweg. Diese können bei widrigen Wetterbedingungen, vor allem bei starkem Wind, ferngesteuert durch Tore vorübergehend geschlossen werden.
Der Fahrradweg über die Brücke ist Teil des britischen Fernradweg Nummer 4 von London nach Fishguard an der walisischen Atlantik-Küste.

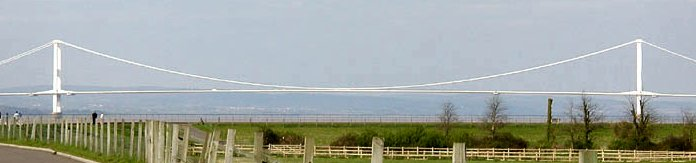
Severn Bridge, 2002

## Weblinks

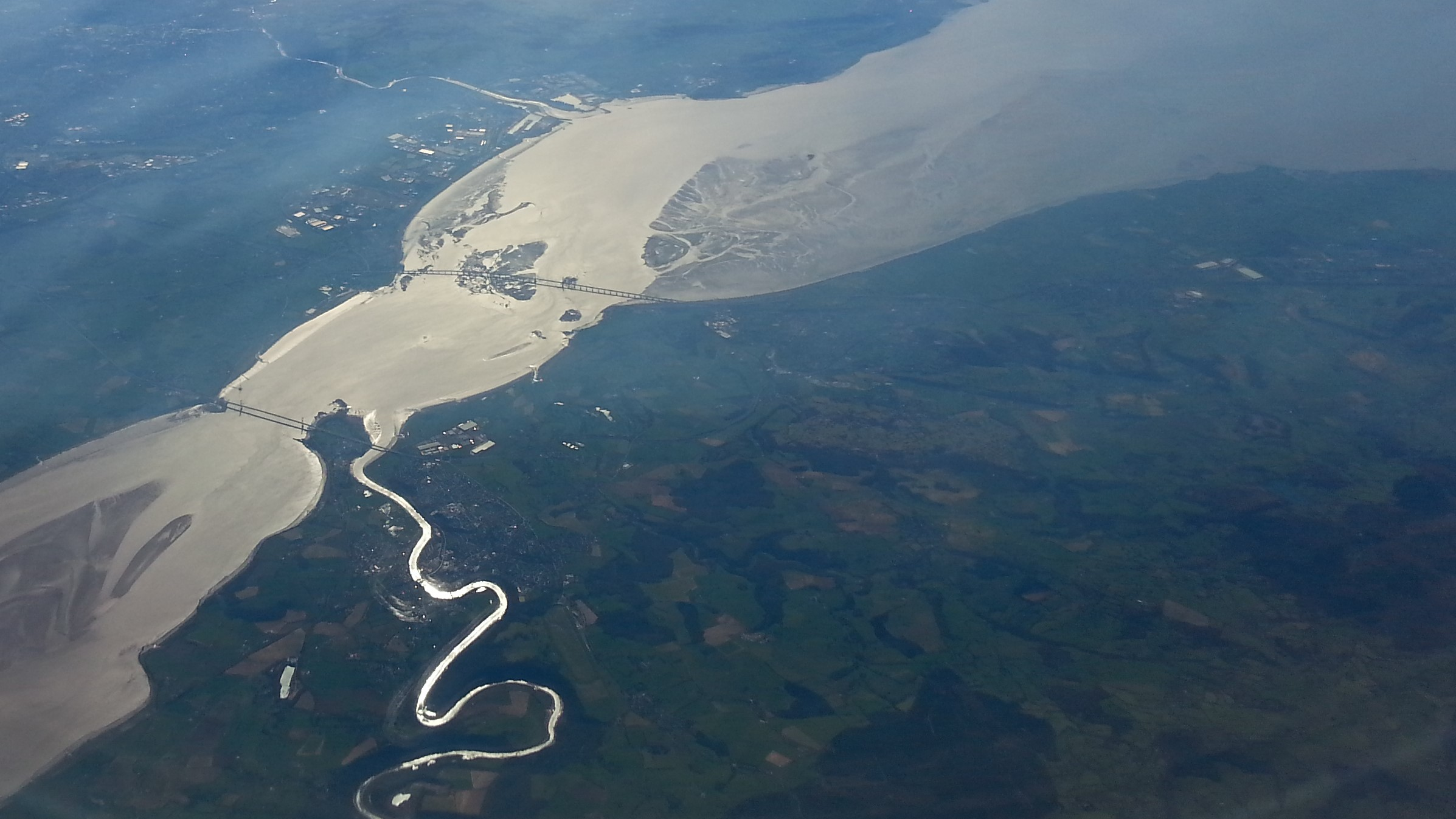
Die erste (unten) und zweite Severnbrücke aus etwa 10000 Metern Höhe